# Ibrahim Aslân
Ibrahim Aslân (en arabe إبراهيم أصلان) est un écrivain égyptien de langue arabe né le 3 mars 1935 à Tanta et mort le 7 janvier 2012.

## Œuvres traduites en français
- Équipe de nuit, [«  Wardiyyaẗ layl »], trad. d’Amina Rachid et Arlette Tadié, Arles, France, Actes Sud, coll. « Mondes arabes », 2000, 81 p.  (ISBN 2-7427-2029-4)
- Kit-Kat Café, [« Mālik al-ḥazīn »], trad. d’Arlette Tadié, Arles, France, Actes Sud, coll. « Mondes arabes », 2004, 214 p.  (ISBN 2-7427-4905-5)
- Deux chambres avec séjour. Petit feuilleton domestique, [« Ḥuǧratān wa sālaẗ »], trad. de Stéphanie Dujols, Arles, France, Actes Sud, coll. « Mondes arabes », 2013, 112 p.  (ISBN 978-2-330-01491-9)